# Kudrînți, Hmelnîțkîi
Kudrînți (în ucraineană Кудринці) este un sat în comuna Malînîci din raionul Hmelnîțkîi, regiunea Hmelnîțkîi, Ucraina.

## Demografie
Componența lingvistică a localității Kudrînți
     Ucraineană (96,43%)
     Rusă (3,21%)
Conform recensământului din 2001, majoritatea populației localității Kudrînți era vorbitoare de ucraineană (96,43%), existând în minoritate și vorbitori de rusă (3,21%).